# Domingos Joaquim da Silva

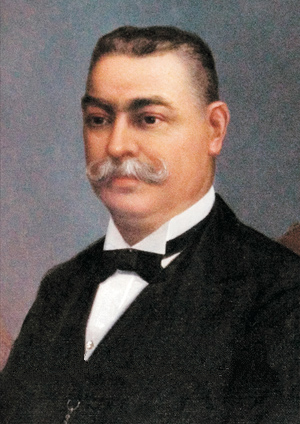
Retrato do Visconde de Salreu

Domingos Joaquim da Silva, primeiro e único visconde de Salreu (Salreu, 27 de novembro de 1854 — São João do Estoril, 11 de setembro de 1936) foi um nobre e comerciante português radicado no Brasil.
Era estabelecido na rua de São Pedro, n° 54, centro da cidade do Rio de Janeiro, sob a razão comercial Domingos Joaquim da Silva & Cia.
Recebeu o título de visconde em 2 de maio de 1907 por decreto do rei de Portugal, Dom Carlos I.